# Династија Франкенштајн
Династија Франкенштајн је франконијанска племићка породица из немачког града Дармштата. Родоначелник ове династије је Лорд Арбогаст. Династија такође има везе са династијом Бреуберг.

## Познате задужбине
Ова династија је подигла много двораца, али најпознатији дворци су јој дворац Франкенштајн и Бреубершка тврђава. Такође је баш Дворац Франкенштајн био инспирација за роман Мери Шели (1797–1851) Франкенштајн или модерни Прометеј. Овај дворац баш због тога бива познат као дворац Виктора фон Франкенштајна. Ту се родио Јохан Конрад Дипел. Он је био инспирација за Виктора Франкенштајна. Породицу такође прати много легенди. Такође породица има своју легенду.

## Породична легенда
Године 948., Арбогаст фон Франкенштајн је у два уговора потврдио опату Лоршке опатије да ће „пружати заштиту и штитити кола која путују Бергштрасом и пролазе кроз Франкенштајнско властелинство“. Исте године, овај витез Арбогаст је наводно победио на турниру у Келну, захваљујући позиву надбискупа Бруна Великог, за кога се каже да је некада био опат Лоршке опатије. Арбогаст фон Франкенштајн помиње се у „Турнирској књизи“ Георга Рикснера, али је вероватно митски лик, јер су Рикснерове тврдње, посебно оне које се односе на „ранији век“, често довођене у питање. Уговори се не налазе у архиви Лоршке опатије, већ се помињу само у секундарној литератури.Породица Франкенштајн води порекло од господара Конрада II од Бројберга, који је саградио замак Франкенштајн негде пре 1252. године. 
То би требалол да буде податак како су Франкенштајни добили земљу на управу и како су основали династију.

## Историја породице

### Детаљна историја породице Франкенштајн: Франконијска династија кроз векове
Породица Франкенштајн, чије име одјекује кроз историју нарочито захваљујући књижевном наслеђу Мери Шели, али чија је стварна прошлост дубоко укорењена у земљишту Франконије и комплексној мрежи Светог римског царства, представља фасцинантан пример германског племства средњег и раног новог века. Њихова прича није прича о монструозном створењу, већ о политичкој моћи, територијалној управи, дипломатским вештинама, верским преображењима и неизбежном пропадању које је погодило многе старе родове.  

### Корени у Магдебуршкој Марки и први помиени
Најстарији документ који се неоспорно односи на претка породице Франкенштајн датира из 948. године. У повељи краља Отона I, којом се потврђују поседовна права надлежног надбискупа у Магдебургу, помиње се име Хелмрихус де Франкенштајн. Вероватно је био локални племић или службеник (министеријалис) у служби бискупа или краља.  
Током 11. и 12. века, породица се спомиње у разним контекстима у области Магдебурга и Халберштата. Међутим, у исто време, друга грана (или можда иста породица која се преселила) почиње да се истиче у Франконији, регији која је дала кључни идентитет каснијим генерацијама.  

### Конрад II Рајц фон Франкенштајн и изградња замка  1189 – 1250
Конрад II био је министеријалис у служби моћних грофова од Катценелнбогена. Као награду за своју верну службу, добио је право да изгради замак на стратешки изузетном положају – брду које доминира долином Рајне. Око 1189. године, започео је градњу замка Франкенштајн.  
Овај чин није био само изградња одбрамбеног упоришта; био је то јасно политичко и територијално испољавање моћи. Имење замка (*"Франкенштајн" – "Камен Франконаца") означило је њихов прелазак у статус самосталних господара.  

### Консолидација и експанзија: златно доба 13. – 15. век
Након Конрада II, власт преузима његов син, Јохан I фон Франкенштајн (око 1250 – 1292). Брачне везе постају кључни алат за ширење утицаја.  
У 14. веку, породица доживљава врхунац моћи под вођством:  
- Филип I (1316 – 1363)  
- Јохан II (1363 – 1408)  
- Филип III (1408 – 1448)  
Они нису само учврстили контролу над поседима, већ су били активни у царској политици. Замак Франкенштајн постаје центар административне, правне и културне активности.  

### Распад и наследни сукоби (15. – 16. век)
Средином 15. века, након смрти Филипа III (1448), госпоштија је подељена између његова два сина:  
1. Филип IV (старији) – задржао је замак и већи део територије.  
2. Лудвиг I – добио је мањи део са селима Нидер-Бербах и Милхаузен.  
Ова подела довела је до сталних сукоба и финансијске кризе.  

### Реформација, ратови и финансијски колапс (16. век)
Долазак Реформација додатно је компликовао ситуацију. Филип VI фон Франкенштајн (1514 – 1560) био је присиљен да прихвати лутеранизам под притиском ландграфа Филипа I од Хесена.  
Међутим, прави ударац били су Шмалкалденски рат (1546–1547) и Маркгрофовски рат (1552–1555), који су опустошили регион. Замак Франкенштајн је оштећен, а привреда госпоштије уништена.  

### Продаја госпоштије и расипање породице (17. век)
Године 1662, последњи мушки наследници, Јохан Луј и Петер Филип фон Франкенштајн, продали су ландграфу од Хесен-Дармштата целокупну територију за 109.000 гулдена. Овим је окончана самосталност госпоштије Франкенштајн.

### Гране породице након продаје (17. – 19. век)
Преживеле гране породице наставиле су да живе у скромнијим условима:  
- Лоза у Прегерсхајму – изумрла 1738. 
- Лоза у Улштату – задржала баронски статус, изумрла крајем 19. века.  
- Лоза у Милхаузену – продала поседе 1770., изумрла током 19. века.

## Породично стабло
Ова породица имала је пуно познатих личности међу којима су :
- Конрад II Реис фон Франкенштајн
- Аброгаст фон Франкенштајн ( бискуп,не треба га мешати са родоначелником династије)
- Рудолф фон Франкенштајн
- Јохан Карл фон унд зу Франкенштајн
- Јохан Филип фон Франкенштајн
- Јохан Карл Фредерик Франц Ксавер Фреихрер фон Франкенштајн
- Џорџ фон унд зу Франкенштајн
- Клемент фон франкенштајн
- Клеменс фон унд зу Франкенштајн
- Џорџ Арбогаст Реишфреихреи фон унд зу Франкенштајн
- Јозеф Фреихвер фон унд зу Франкенштајн
- Кај Барон Франкенштајн